# Alcides Abreu
Alcides Abreu (Bom Retiro, 5 de setembro de 1926 – Florianópolis, 21 de julho de 2015) foi professor, advogado, economista, filósofo, jornalista, escritor brasileiro e membro da Academia Catarinense de Letras e do Instituto Histórico e Geográfico de Santa Catarina.

## Formação
Formou-se em Direito pela UFSC (1946/50) e em Filosofia pela UFSC (1956/60). Concluiu Cursos de Extensão/Pós-Graduação em: - Economia pela Universidade de Paris (1951/52); - Doutorado em Direito pela UFSC (1955); - Planejamento do Desenvolvimento nos EUA, USAID, 1963; - Administração de Sistema de Formação Profissional (Rio/1953/OIT - Suíça, Alemanha, França/1957/OIT). Foi titular da cadeira 16 da Academia Catarinense de Letras.

## Carreira (Administração Pública)
1. Foi grande colaborador da Administração Pública:[1]
2. Professor Universitário
3. Conselheiro do Tribunal da Cantas do Estado de Santa Catarina
4. Diretor Regional do SENAI - Departamento Regional de SC. 1954-1972
5. Presidente da Companhia de Desenvolvimento do Planalto Central - Codeplan - 12/1996 a 09/1967
6. Presidente do Banco Regional de Brasilia S.A. 1966
7. Conselheiro do BNDE. 1967...
8. Presidente do BESC. 1962-1965
9. Secretário de Estado do Desenvolvimento Econômico de SC.

## Serviço Voluntário
Atuou como membro e associado a Sociedade Espírita Recuperação Trabalho e Educação (SERTE), entidade que abriga idosos e crianças em Cachoeira do Bom Jesus/Florianópolis/SC.
Atuou e presidiu a Sociedade Espírita Obreiros da Vida Eterna (SEOVE), entidade assistencial que abriga idosas no Campeche/Florianópolis/SC.

## Morte
Faleceu dia 21 de julho de 2015 no Hospital de Caridade, em Florianópolis. Foi sepultado no Cemitério Jardim da Paz de Florianópolis.